# Висячие гробы

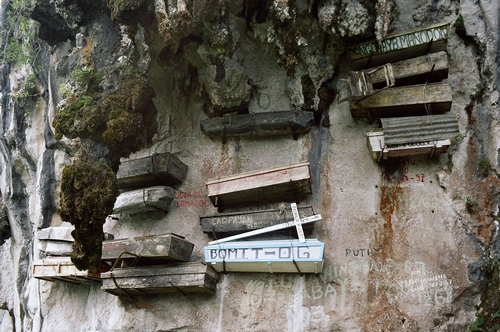
Висячие гробы в Сагаде

Вися́чие гробы́ — погребальные сооружения в виде гробов, размещающихся на скалах, высоко над землёй. Встречаются во многих странах, в том числе в Китае, где они известны как сюаньгуань (кит. трад. 悬棺, упр. 懸棺, пиньинь xuánguān), и на Филиппинах.

## Китай
Захоронение в висячих гробах — древний погребальный обычай некоторых национальных меньшинств Китая, особенно народа бо (кит. 僰人); впервые упоминаются в хрониках династии Мин. Полые гробы разной формы высекались из цельных кусков дерева нану. После помещения внутрь трупа покойного их располагали на высоких (до 100 м) скальных уступах и пещерах, чаще группами. По поверьям народа бо, горы были лестницей между этим миром и небесным. Кроме того, жители хотели уберечь покойных от осквернения врагами и животными.
В районе Уишань на реке Цзюцюйси висячие гробы делали в виде лодок, в том числе и с вёслами. Согласно верованиям древних жителей Уишань, на построенных ими судах спустившиеся на землю святые возносили усопших на небеса, а отдельные деревянные доски, воткнутые в трещины или вставленные в выдолбленные отверстия, были ступеньками, по которым люди могли подняться к духу гор, когда он приглашал их на пир. Одному из этих гробов порядка четырёх тысяч лет.
Висячие гробы найдены в следующих местах:
- Фуцзянь
  - Уишань
- Хубэй
- Цзянси
  - Лунхушань (龙虎山), в 20 км к юго-западу от г. Интань (народ гуюэ)
- Сычуань
  - Уезд Гунсянь города Ибинь, юго-западная Сычуань (народ бо)
  - Ущелье Цюйтан[англ.], одно из Трёх Ущелий
- Юньнань
- Чунцин
  - Вомахань (卧马函) в уезде Чжунсянь
  - Ущелья Бо (夔峡) и Фэнцзи (风箱峡) в уезде Фэнцзе
- Гуйчжоу
- Гуанси
- Тайвань
- Хунань

## Тибет
В Тибете существовал вариант похоронного обряда для умерших в детстве наследников правителей Сакья, когда тело помещали в глиняный сосуд и подвешивали к потолку нижнего этажа дома. Спустя 8—9 месяцев останки кремировали и изготавливали ца-ца.

## Филиппины
Висячими гробами известен муниципалитет Сагада на острове Лусон.

## Индонезия
Захоронение в висячих гробах принято у тораджей в горных районах Сулавеси. Висячие гробы находятся, например, в пещере Лонда Нанггала.

## Палеогенетика
У образцов из висячих гробов из Юньнани определили митохондриальные гаплогруппы B4a1c4, B4c2c, B6a, C7a, F3a1, G3a1, N9a3 и R9, из северного Таиланда — B5a1d, F1a1a1, F1f, F1c1a2, G2b1a, G3a1 и N8, из Гуанси — G3a1.

### Китай
- Hanging coffins in China
- Mysterious Hanging Coffins of the Bo
- Hanging Coffins a Clue to Ba Mystery
- Hanging coffins in Yunnan
- Mysterious Hanging Coffins of the Bo People

### Филиппины
- Sagada Igorot Online - Hanging Coffins
- Hanging Coffins of Sagada
- Picture of hanging coffins in Sagada
- Visit Sagada

### Индонезия
- Hanging coffins in Indonesia
- Picture of hanging coffins in Sulawesi